# Sharon Walsh-Pete
Sharon Walsh-Pete (* 24. Februar 1952 in San Francisco, Kalifornien) ist eine ehemalige US-amerikanische Tennisspielerin.

## Karriere
In ihrer Tenniskarriere gewann sie noch als Sharon Walsh insgesamt 23 Doppeltitel auf der WTA Tour.
Für die US-amerikanische Fed-Cup-Mannschaft wurde sie zwischen 1970 und 1985 in 17 Begegnungen berücksichtigt. Sie gewann 14 ihrer 20 Partien im Federation Cup.

## Turniersiege

### Doppel
| Nr. | Datum              | Turnier            | Belag           | Partnerin        | Finalgegnerinnen                | Ergebnis      |
| --- | ------------------ | ------------------ | --------------- | ---------------- | ------------------------------- | ------------- |
| 1.  | 26. November 1978  | Christchurch       | Rasen           | Lesley Hunt      | Katja Ebbinghaus Sylvia Hanika  | 6:1, 7:5      |
| 2.  | 28. September 1980 | Atlanta            | Sand            | Barbara Potter   | Kathy Jordan Anne Smith         | 6:3, 6:1      |
| 3.  | 9. November 1980   | Hongkong           | Sand            | Wendy Turnbull   | Penny Johnson Silvana Urroz     | 6:1, 6:2      |
| 4.  | 18. Januar 1981    | Kansas City        | Teppich (Halle) | Barbara Potter   | Rosie Casals Wendy Turnbull     | 6:2, 7:6      |
| 5.  | 22. März 1981      | Boston             | Teppich (Halle) | Barbara Potter   | Joanne Russell Virginia Ruzici  | 6:7, 6:4, 6:3 |
| 6.  | 6. November 1981   | Hongkong           | Sand            | Ann Kiyomura     | Anne Hobbs Susan Leo            | 6:3, 6:4      |
| 7.  | 22. November 1981  | Perth              | Rasen           | Barbara Potter   | Betsy Nagelsen Candy Reynolds   | 6:4, 6:2      |
| 8.  | 14, Februar 1982   | Kansas City        | Teppich (Halle) | Barbara Potter   | Mary-Lou Daniels Anne Smith     | 4:6, 6:2, 6:2 |
| 9.  | 28. Februar 1982   | Oakland            | Teppich (Halle) | Barbara Potter   | Kathy Jordan Pam Shriver        | 6:1, 3:6, 7:6 |
| 10. | 29. August 1982    | Mahwah             | Hartplatz       | Barbara Potter   | Rosie Casals Wendy Turnbull     | 6:1, 6:4      |
| 11. | 10. Oktober 1982   | Deerfield Beach    | Hartplatz       | Barbara Potter   | Rosie Casals Wendy Turnbull     | 7:6, 7:6      |
| 12. | 6. Februar 1983    | Palm Beach Gardens | Sand            | Barbara Potter   | Kathy Jordan Paula Smith        | 6:4, 4:6, 6:2 |
| 13. | 3. April 1983      | Tokio              | Teppich (Halle) | Billie Jean King | Kathy Jordan Anne Smith         | 6:1, 6:1      |
| 14. | 1. Mai 1983        | Atlanta            | Hartplatz       | Alycia Moulton   | Rosie Casals Wendy Turnbull     | 6:3, 7:6      |
| 15. | 13. Juni 1983      | Birmingham         | Rasen           | Billie Jean King | Beverly Mould Liz Smylie        | 6:2, 6:4      |
| 16. | 28. August 1983    | Mahwah             | Hartplatz       | Jo Durie         | Rosaly Fairbank Candy Reynolds  | 4:6, 7:5, 6:3 |
| 17. | 2. Oktober 1983    | Hartford           | Teppich (Halle) | Billie Jean King | Kathy Jordan Barbara Potter     | 3:6, 6:3, 6:4 |
| 18. | 9. Januar 1984     | Washington         | Teppich (Halle) | Barbara Potter   | Leslie Allen Anne White         | 6:1, 6:7, 6:2 |
| 19. | 12. Februar 1984   | Chicago            | Teppich (Halle) | Billie Jean King | Barbara Potter Pam Shriver      | 5:7, 6:3, 6:3 |
| 20. | 31. März 1984      | Boston             | Teppich (Halle) | Barbara Potter   | Andrea Leand Mary-Lou Daniels   | 7:6, 6:0      |
| 21. | 17. März 1985      | Dallas             | Teppich (Halle) | Barbara Potter   | Marcella Mesker Pascale Paradis | 5:7, 6:4, 7:6 |
| 22. | 16. Juni 1985      | Birmingham         | Rasen           | Terry Holladay   | Elise Burgin Alycia Moulton     | 6:4, 5:7, 6:3 |
| 23. | 19. Oktober 1986   | Tokio              | Hartplatz       | Sandy Collins    | Susan Mascarin Betsy Nagelsen   | 6:1, 6:2      |